# کالج گوگوریو
کالج کوگوریو (Koguryeo College) دانشگاهی واقع در ناجو، کره جنوبی است. این دانشگاه عضو شورای کره برای آموزش دانشگاه‌های کره است.

## پیشینه
ثبت قانونی بنیاد آموزشی، موسسه آشین، در ژانویه ۱۹۹۵ تکمیل شد. کالج کوگوریو ابتدا در ماه مارس با نام کالج محیط زیست گئومسئونگ افتتاح شد، که اولین کالج از نوع خود در کره جنوبی بود که بر مطالعات زیست محیطی تمرکز داشت.  در ماه آوریل، موسسه مطالعات زیست محیطی برای بررسی مسائل علوم زیست محیطی تأسیس شد.
در ماه مه ۱۹۹۸، این کالج رسماً نام خود را به کالج ناجو تغییر داد.
در اکتبر ۲۰۰۹، این کالج به منظور بزرگداشت فرهنگ گوگوریو و آغاز یک کمپین آینده‌نگر، به کالج کوگوریو تغییر نام داد.  این کالج طرح اولیه ۴۰ میلیارد وونی را برای گسترش امکانات و بهبود کیفیت آموزش منتشر کرد، اما بنیانگذار کالج دستگیر و به اختلاس بودجه متهم شد. از آن زمان، این کالج با مشکلات داخلی دیگری نیز روبرو شد و یک روزنامه، کالج را "همه چیز فساد مدارس خصوصی" نامید. 
کالج کوگوریو در سال ۲۰۱۳ در دریافت کمک‌های مالی از دولت از جمله بورسیه‌های دولتی محدود شد و در ارزیابی اصلاحات ساختاری دانشگاه‌ها به رهبری دولت در سال ۲۰۱۵ رتبه D+ را دریافت کرد. این کالج در سال‌های ۲۰۱۸، ۲۰۲۱ و ۲۰۲۲ در گروه پایین‌تر بررسی دولتی در مورد قابلیت‌های اساسی کالج‌ها و دانشگاه‌ها قرار گرفت و از شرکت در برنامه‌های تحقیقاتی، بورسیه و وام دانشجویی با بودجه دولتی محروم شد.